# Stenflon Grenåskilen
Stenflon Grenåskilen este o arie protejată (arie specială de conservare — SAC, sit de importanță comunitară — SCI) din Suedia întinsă pe o suprafață de 29,4 ha, integral pe uscat.

## Localizare
Centrul sitului Stenflon Grenåskilen este situat la coordonatele 63°40′45″N 15°34′34″E / 63.6791°N 15.5762°E.

## Înființare
Situl Stenflon Grenåskilen a fost declarat sit de importanță comunitară în iulie 2000 pentru a proteja 2 specii de plante și 1 specie de animale. Situl a fost protejat și ca arie specială de conservare în martie 2011.

## Biodiversitate
Situată în ecoregiunea boreală, aria protejată conține 3 habitate naturale: Păduri caducifoliate de mlaștină fino-scandinave, Mlaștini alcaline, Taiga vestică.
La baza desemnării sitului se află mai multe specii protejate:
- plante (2): papucul doamnei (Cypripedium calceolus), Hamatocaulis vernicosus
- nevertebrate (1): Vertigo geyeri